# Jesús Castillo (Komponist)
Jesús Castillo Monterroso (* 9. September 1877 in San Juan Ostuncalco; † 23. April 1946 in Quetzaltenango) war ein guatemaltekischer Komponist.
Castillo steht am Anfang einer eigenständigen guatemaltekischen Musik. Seine Werke sind von indianischer Musik geprägt, die er erforschte, sammelte und bearbeitete. Castillo war Ehrenmitglied der Académie International d'Histoire in Paris und der Sociedad de Cultura Musical de Costa Rica sowie aktives Mitglied der Sociedad de Geografía e Historia de Guatemala. 
Die 1948 in Quetzaltenango gegründete Escuela Nacional de Música wurde nach ihm benannt. Auch sein Bruder Ricardo Castillo wurde als Komponist bekannt.

## Werke
- Obertura Indígena, 1896
- Tecún-Umán, 1899
- Fiesta de pájaros
- Tres suites indígenas
- Tres poemas orquestales
- Tecún Umán, sinfonische Dichtung
- Bartizanic, sinfonische Dichtung
- Nicte, sinfonische Dichtung
- La Conquista, El Torito, Los Venados, La Culebra, Tänze
- Quiché Vinak, Oper

## Schriften
- La música Maya Quiché

| Personendaten    | Personendaten               |
| ---------------- | --------------------------- |
| NAME             | Castillo, Jesús             |
| ALTERNATIVNAMEN  | Castillo Monterroso, Jesús  |
| KURZBESCHREIBUNG | guatemaltekischer Komponist |
| GEBURTSDATUM     | 9. September 1877           |
| GEBURTSORT       | San Juan Ostuncalco         |
| STERBEDATUM      | 23. April 1946              |
| STERBEORT        | Quetzaltenango              |